# Draf

Draf

De draf is een diagonale symmetrische gang van viervoetigen. De draf is een snellere gang dan de stap, maar langzamer dan de galop. Tijdens de draf worden linksvoor en rechtsachter tegelijk opgetild en neergezet afwisselend met rechtsvoor en linksachter. De gang is symmetrisch omdat alle ledematen in dezelfde mate worden gebruikt.
Draf is een tweetakt gang die natuurlijk is voor vrijwel alle paarden en hierbij worden de diagonale benen vrijwel tegelijk neergezet, waarna na de afzet een zweefmoment volgt, waarna het andere diagonale paar dit herhaalt. Dit is veelal geen zuivere draf, meestal raken de benen de grond niet helemaal tegelijk.
De langzame draf (jog) wordt gebruikt door dieren met korte ledematen of met benen in de spreidstand als amfibieën, hagedissen, krokodilachtigen en nijlpaarden. De snelle draf (trot) is de natuurlijke draf van carnivoren en hoefdieren.
Gerelateerde lopende diagonale gangen worden ook gebruikt door de meeste primaten, aarvarkens, reuzengordeldieren en rolstaartberen. Rennende diagonale gangen worden gebruikt door opossums, sommige lemuren, duikers en Muntiacus.

## Rijden in draf
Tijdens de draf kan de ruiter of amazone lichtrijden of doorzitten:
- Lichtrijden of Engels rijden is een manier van zitten waarbij de ruiter telkens even uit het zadel opveert; als het ware telkens even in zijn stijgbeugels gaat staan, wat comfortabeler kan zijn voor ruiter en paard. Als het buitenbeen van het paard naar voor gaat, veert de ruiter op uit het zadel. Wanneer het binnenbeen naar voor gaat, moet de ruiter terug gaan zitten.
- Doorzitten houdt in dat de ruiter of amazone tijdens de draf in het zadel blijft zitten.

Correct doorzitten moet geleerd worden, de draf is moeilijker uit te zitten dan de galop. Meeveren met de rug van het paard is de kern, en een ruiter of amazone heeft er sterkte buikspieren voor nodig. Een en ander hangt ook af van het gereden zijn van het paard: een stijf dier dat zijn achterbenen nauwelijks onder de massa brengt, laat de ruiter niet zitten - lichtrijden heeft dan de voorkeur. Blijven doorzitten kan dan schadelijk zijn voor zowel de rug van de ruiter als die van het paard, waardoor het dier nog holler wordt. Een van de oefeningen om correct te leren doorzitten, is stijgbeugels uitdoen, zodat de ruiter of amazone de beweging van het paard niet met de benen in de stijgbeugels op kan vangen.